# Kasziba István
Kasziba István (Jánoshalma, 1945. december 7. – 2020. augusztus 8.) válogatott magyar röplabdázó, edző.

## Pályafutása

### Játékosként
1945. december 7-én Jánoshalmán született Kasziba István és Csincsák Mária gyermekeként. 1974-ben a Testnevelési Főiskolán sportszervezői, majd 1976-ban ugyanitt edzői diplomát szerzett. 1984-ben a Juhász Gyula Tanárképző Főiskolán testnevelő tanári oklevelet szerzett.
1960 és 1968 között a Bajai Honvéd, 1969–70-ben a Bp. Spartacus, 1971 és 1978 között a Bp. Honvéd röplabdázója volt, 1979-ben az MTK-VM játékosedzőjeként tevékenykedett.
1969 és 1974 között 28 alkalommal szerepelt a válogatottban.

### Edzőként
1979-ben az MTK-VM férfi csapatának edzője volt. 1980 januárjában vette át a Bp. Spartacus férfi csapatának irányítását. 1981-től 1985-ig az egyesület női csapatát edzette. Ugyanebben az időszakban a női válogatottnál a másodedzői feladatokat is ellátta. 1985 októberétől női szövetségi kapitány lett. 1988 nyarán lemondott erről a posztjáról, majd a Vasas női együttesét edzette. 1989 és 1990 között az al-Arabi férfi csapat trénere volt. A hazatérte után a Csepel SC junior fiú csapatát vette át. 1990 december 1-től az Eger SE női csapatának vezetőedzője lett. Itt 1996-ig dolgozott. Eközben 1991-ben néhány hónapra ismét női kapitány volt. 1996-tól 1999-ig a Vértes Volánt irányította. Ezután 2001-ig ismét Egerben dolgozott. 2001-től 2007-ig a BSE felnőtt, majd 2007-től 2009-ig a junior edzője volt.

## Sikerei, díjai

### Játékosként
Bp. Spartacus
- Magyar kupa (MNK)
  - 2.: 1970

 Bp. Honvéd
- Magyar bajnokság
  - 2.: 1976, 1979
  - 3.: 1971, 1973
- Magyar kupa
  - 2.: 1973, 1975, 1979
  - 3.: 1976

### Edzőként
- Az év magyar röplabda edzője (1991,[8] 1994[9])

magyar válogatott
- Európa-bajnokság
  - 10.: 1987

Vasas
- Magyar bajnokság
  - 1. (1989)

al-Arabi
- katari bajnokság
  - 1. (1990)

Eger SE
- magyar bajnokság
  - 1. (1991, 1994, 1995, 1996)
- Magyar kupa
  - 1. (1994, 1995, 1996)

Vértes Volán;
- magyar bajnokság
  - 1. (1999)
- Magyar kupa
  - 1. (1999)

BSE
- magyar bajnokság
  - 1. (2004, 2006)